# Ujung Gele (Bukit)
Ujung Gele is een bestuurslaag in het regentschap Bener Meriah van de provincie Atjeh, Indonesië. Ujung Gele telt 381 inwoners (volkstelling 2010).